# Longford (Kansas)
Longford és una població dels Estats Units a l'estat de Kansas. Segons el cens del 2000 tenia 94 habitants.

## Demografia
Segons el cens del 2000, Longford tenia 94 habitants, 41 habitatges, i 25 famílies. La densitat de població era de 242 habitants/km².
Dels 41 habitatges en un 26,8% hi vivien nens de menys de 18 anys, en un 58,5% hi vivien parelles casades, en un 0% dones solteres, i en un 36,6% no eren unitats familiars. En el 31,7% dels habitatges hi vivien persones soles el 22% de les quals corresponia a persones de 65 anys o més que vivien soles. El nombre mitjà de persones vivint en cada habitatge era de 2,29 i el nombre mitjà de persones que vivien en cada família era de 2,88.
Per edats la població es repartia de la següent manera: un 24,5% tenia menys de 18 anys, un 7,4% entre 18 i 24, un 27,7% entre 25 i 44, un 19,1% de 45 a 60 i un 21,3% 65 anys o més.
L'edat mediana era de 37 anys. Per cada 100 dones de 18 o més anys hi havia 97,2 homes.
La renda mediana per habitatge era de 20.833 $ i la renda mediana per família de 24.375 $. Els homes tenien una renda mediana de 22.500 $ mentre que les dones 10.000 $. La renda per capita de la població era de 12.072 $. Entorn de l'11,1% de les famílies i el 13,6% de la població estaven per davall del llindar de pobresa.

## Poblacions més properes
El següent diagrama mostra les poblacions més properes.